# 米哈伊尔·格洛瓦尼
米哈伊尔·格洛瓦尼（1893年1月6日（旧历1892年12月25日）—1956年12月21日），苏联格鲁吉亚裔演员。他在多部电影里扮演约瑟夫·斯大林而为人所知。
米哈伊尔·格洛瓦尼是祖先是格鲁吉亚的亲王家族格洛瓦尼家族。1913年，他在巴统的一个剧院里第一次登台演出。1923年，进入格鲁吉亚苏维埃社会主义共和国的“Goskinprom”电影制片厂担任演员和导演。1924年，首次在电影荧幕上亮相。
1938年，格洛瓦尼在电影《伟大的黎明》里第一次扮演斯大林，他的成功演出使他后来在1939年和1941年先后获得劳动红旗勋章和斯大林奖。此后，格洛瓦尼垄断了荧幕上的斯大林形象直到逝世，曾先后在扮演十二部电影里扮演过斯大林，其中包括《列宁在1918》、《保卫察里津》和《宣誓》。扮演斯大林的演员，领导最初选为阿列克谢·季基，使用的是古典俄语发音。但后来格洛瓦尼入选为斯大林扮演者的原因，一是因为他是格鲁吉亚人，二是他擅于模仿斯大林的口音并模仿得惟妙惟肖，因而被斯大林钦点改用格洛瓦尼。
格洛瓦尼出演的许多电影有个人崇拜的烙印。1956年，赫鲁晓夫发表《关于个人崇拜及其后果》的报告之后，许多关于斯大林的电影被禁止上映，其他电影中关于斯大林的镜头也被剪除。